# Chapelle Sainte-Catherine-d'Alexandrie de Clis
Pour les articles homonymes, voir Chapelle Sainte-Catherine.
La chapelle Sainte-Catherine-d'Alexandrie est un lieu de culte catholique situé dans le village de Clis appartenant à la commune de Guérande, dans le département français de la Loire-Atlantique.

## Présentation
L'église, située dans le village paludier de Clis sur le coteau de Guérande, est dédiée à Catherine d'Alexandrie. Il s'agit de l'ancienne chapelle de la frairie de Clis, communauté villageoise dépendant de la commune de Guérande, administrée par le conseil de fabrique de la collégiale Saint-Aubin de Guérande.

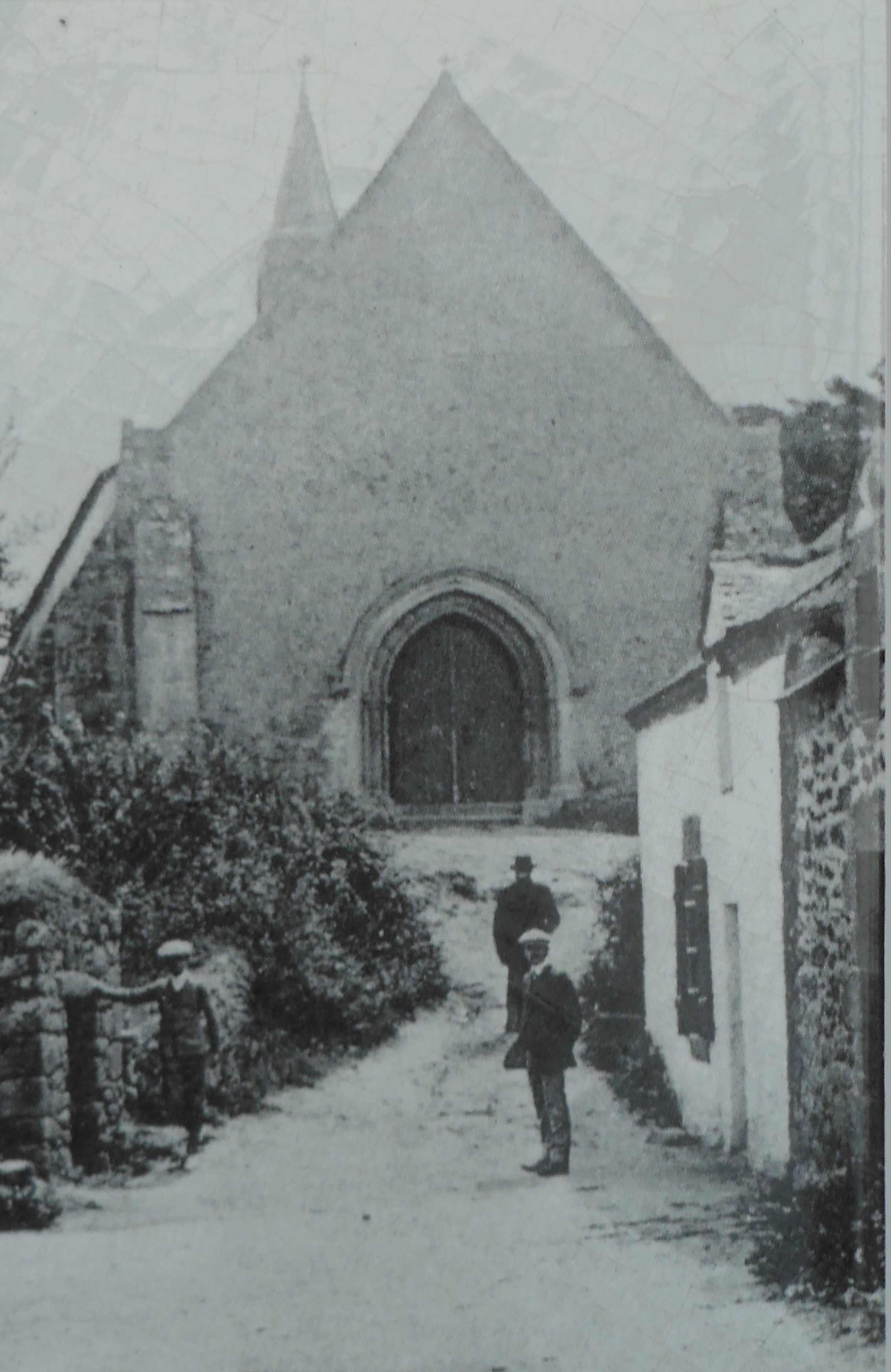
Photo ancienne, façade ouest vue de la rue du Four.
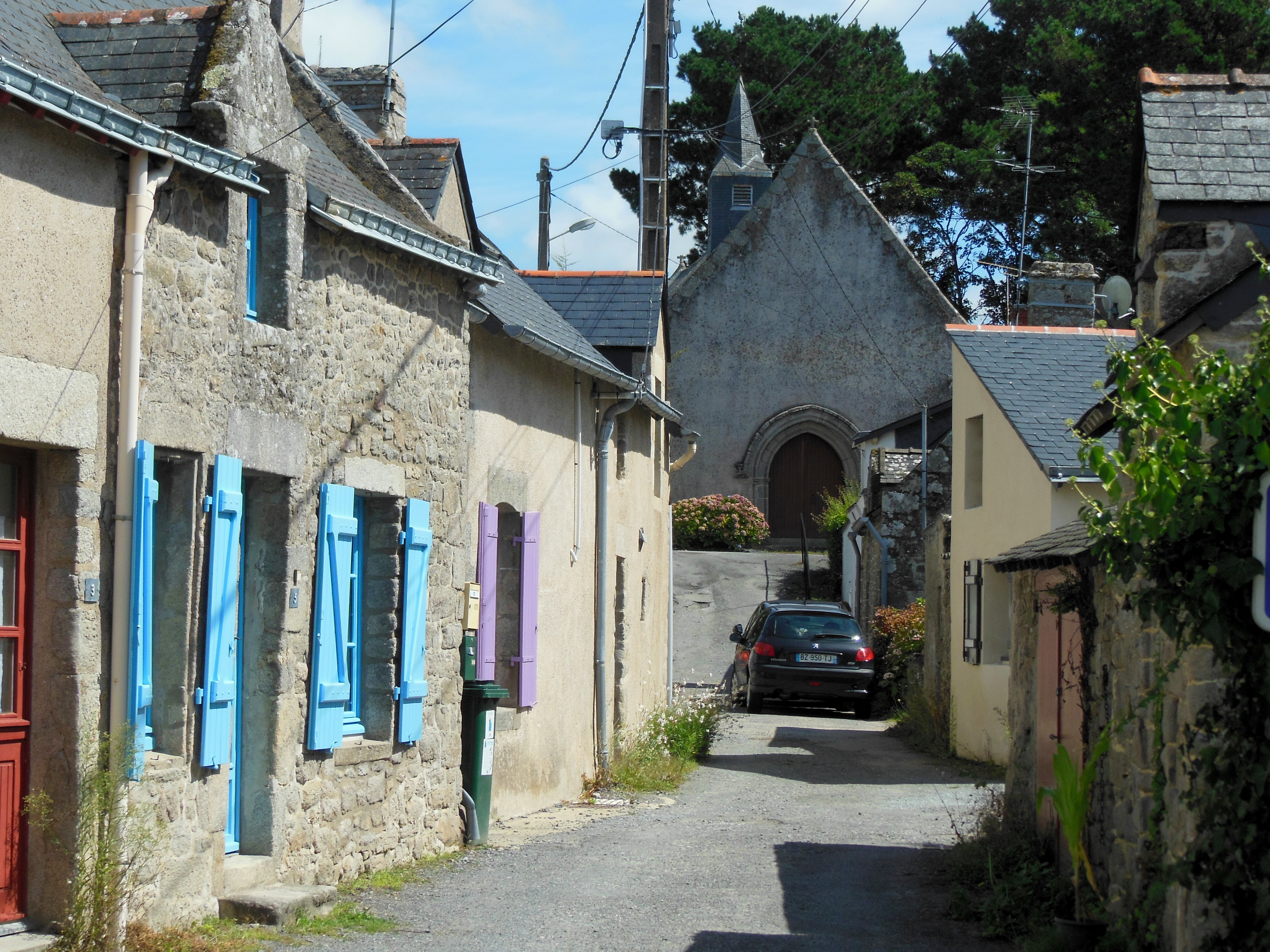
Même vue de nos jours.

Clis est en effet au Moyen Âge une des six frairies de la paroisse de Guérande, avec celles de Quéniquen, Saillé, Careil, Congor et Trescalan. En Bretagne, la frairie est un regroupement d'habitants d'un village cimenté par un esprit communautaire. Pour faciliter la vie religieuse lorsque l'église paroissiale est éloignée, une chapelle est souvent érigée au centre de la frairie. Clis ne fut jamais élevée au rang de paroisse ni de commune.

### Historique
La chapelle d'origine date probablement de la fin du Moyen Âge. En effet, sainte Catherine était très vénérée pendant cette période, et l'enceinte séparant la chapelle du château de Tuloc recèle des réemplois d'un monument religieux pouvant être datés du Haut Moyen Âge. Partiellement détruite pendant la Révolution française, elle est restaurée vers 1812.
De la chapelle d'origine subsistent le portail d'entrée principal et les portes latérales, datant vraisemblablement de la première moitié du XVe siècle, de même que les deux baies trilobées, de part et d'autre de la première travée. La charpente est vraisemblablement remaniée en 1632, comme en témoigne la date portée sur un entrait. Le clocher est restauré en 1968.

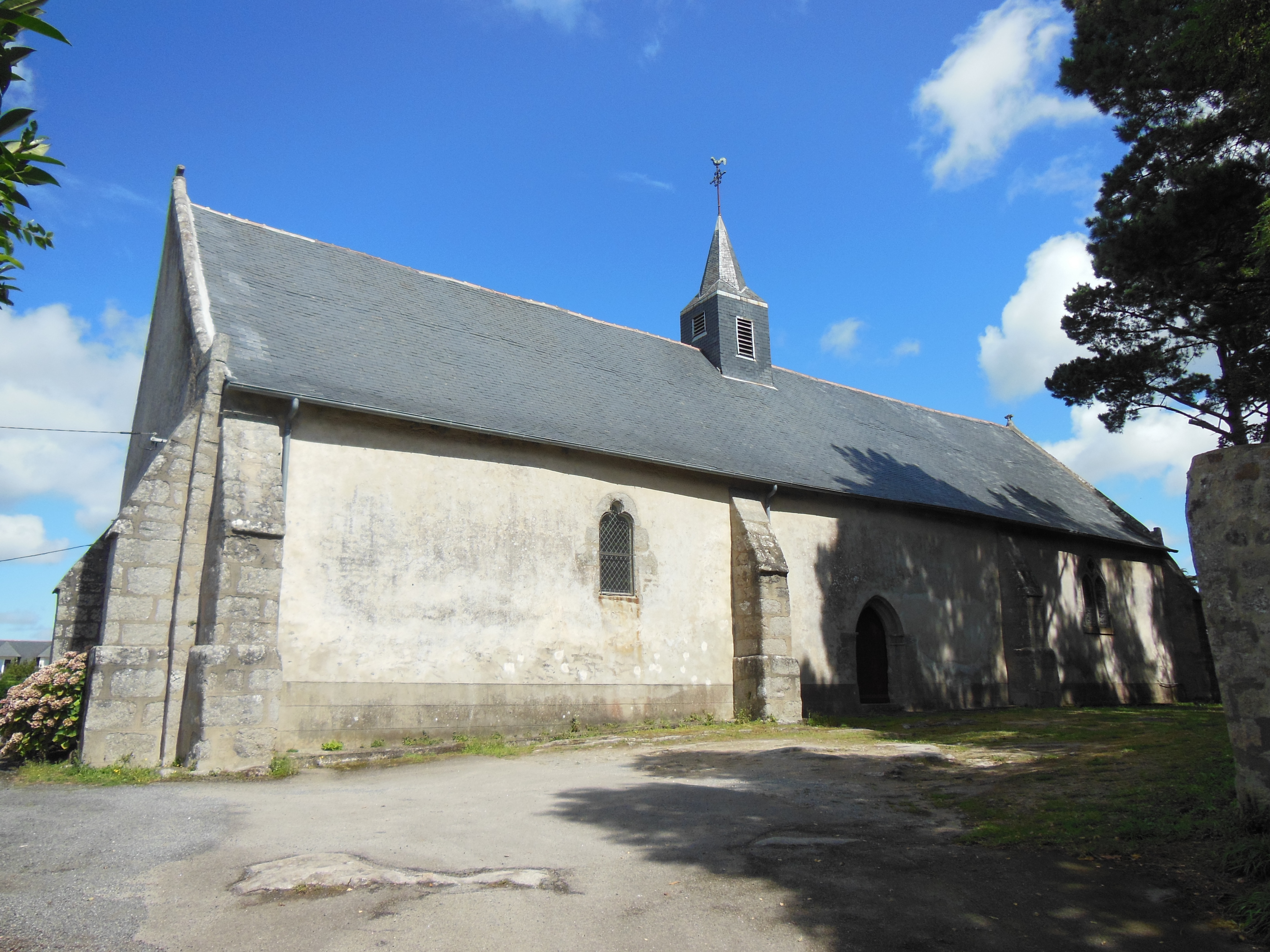
Chapelle de Clis, façade sud.
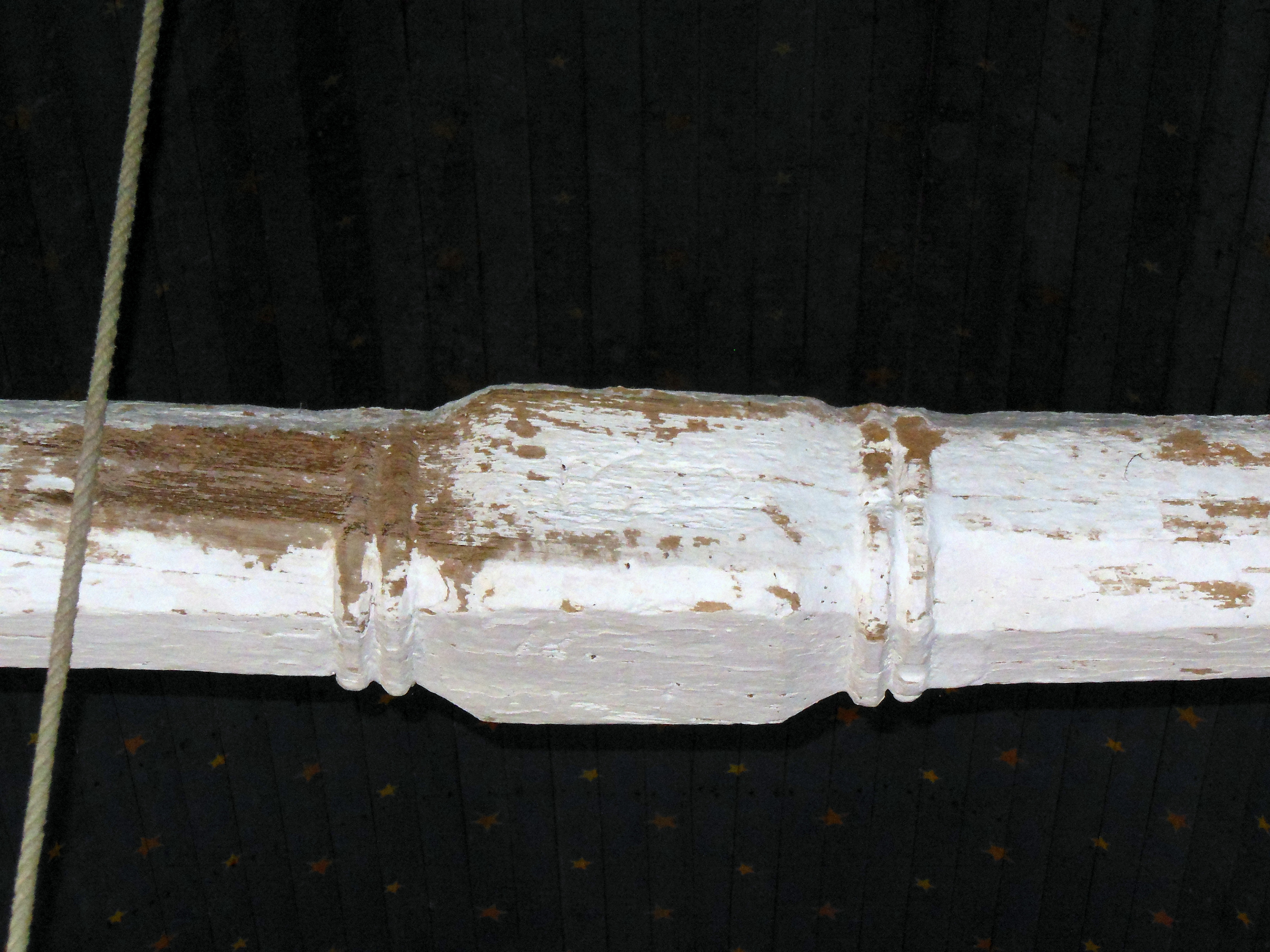
Entrait daté de 1632.

De nos jours, la chapelle est toujours affectée au culte. Elle est entretenue par les habitants de Clis et la Ville de Guérande.

### Architecture
Ce modeste édifice rectangulaire fait 26 mètres de long. De plan allongé à un seul vaisseau, il est construit sans fondation, directement sur le socle rocheux affleurant, à une altitude de 42 mètres. Flanqué de solides contreforts en granit, il est orienté du levant au couchant, dans un axe est-ouest.

#### Extérieur
Le portail, côté ouest, est couvert en arc brisé et surmonté d'une archivolte faisant office de larmier, se terminant à droite par un enroulement et à gauche par une tête humaine. Les piédroits de la porte sud, également en arc brisé, sont flanqués de colonnettes à chapiteaux sculptés d'un décor de feuillage stylisé.
Le chevet, de forme plate, est ajouré d'une fenêtre ogivale ornée de trèfles. Côté nord, l'enclos referme deux croix, une en fonte de 1850, l'autre en granit de 1820, coincée entre deux contreforts du chevet.
Le bâtiment est couvert par un toit en ardoise à deux versants, à pignons découverts. À peu près au centre du faîtage, s'élève une petite flèche polygonale en charpente, posée sur une base carrée.

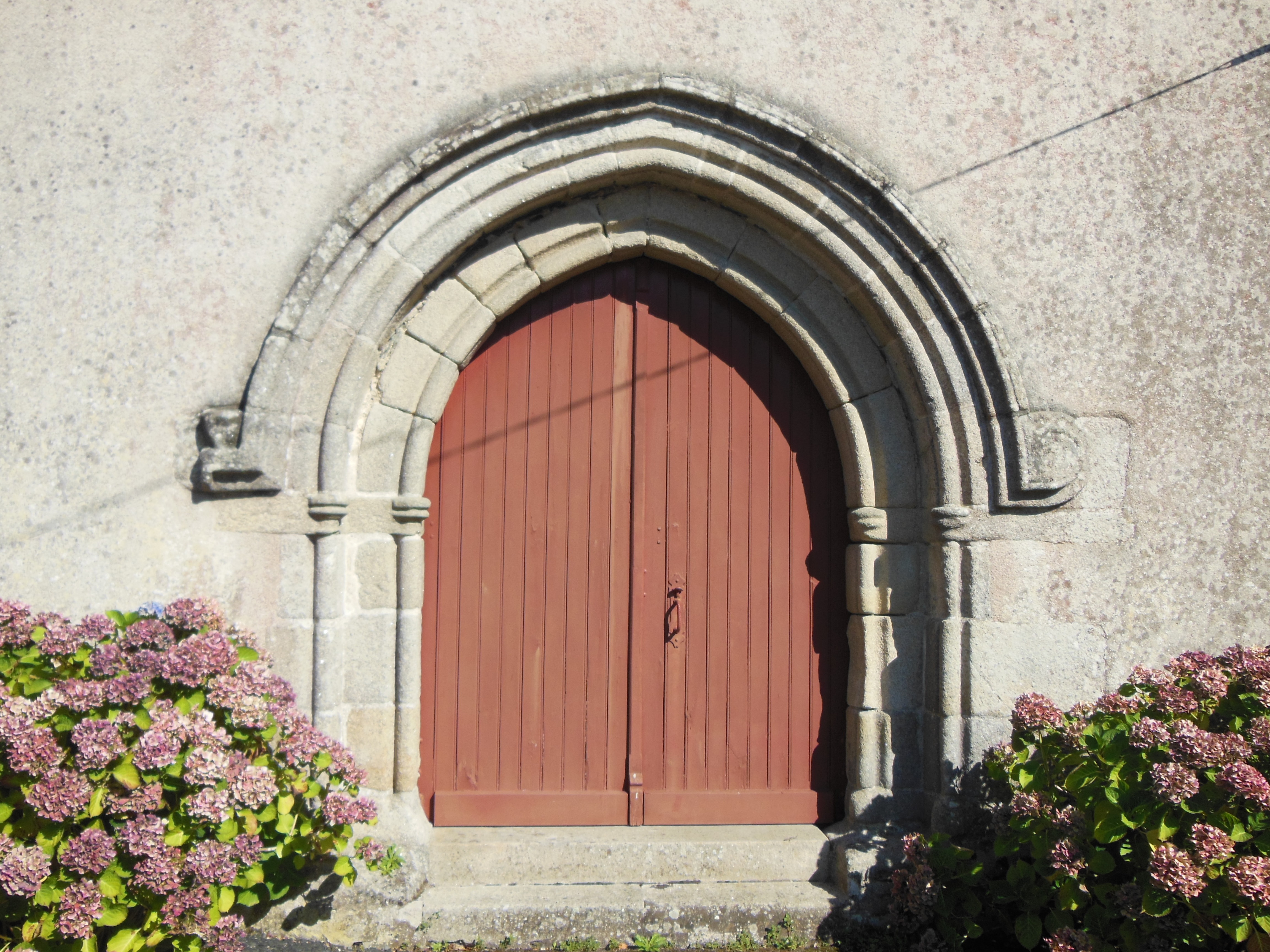
Le portail.
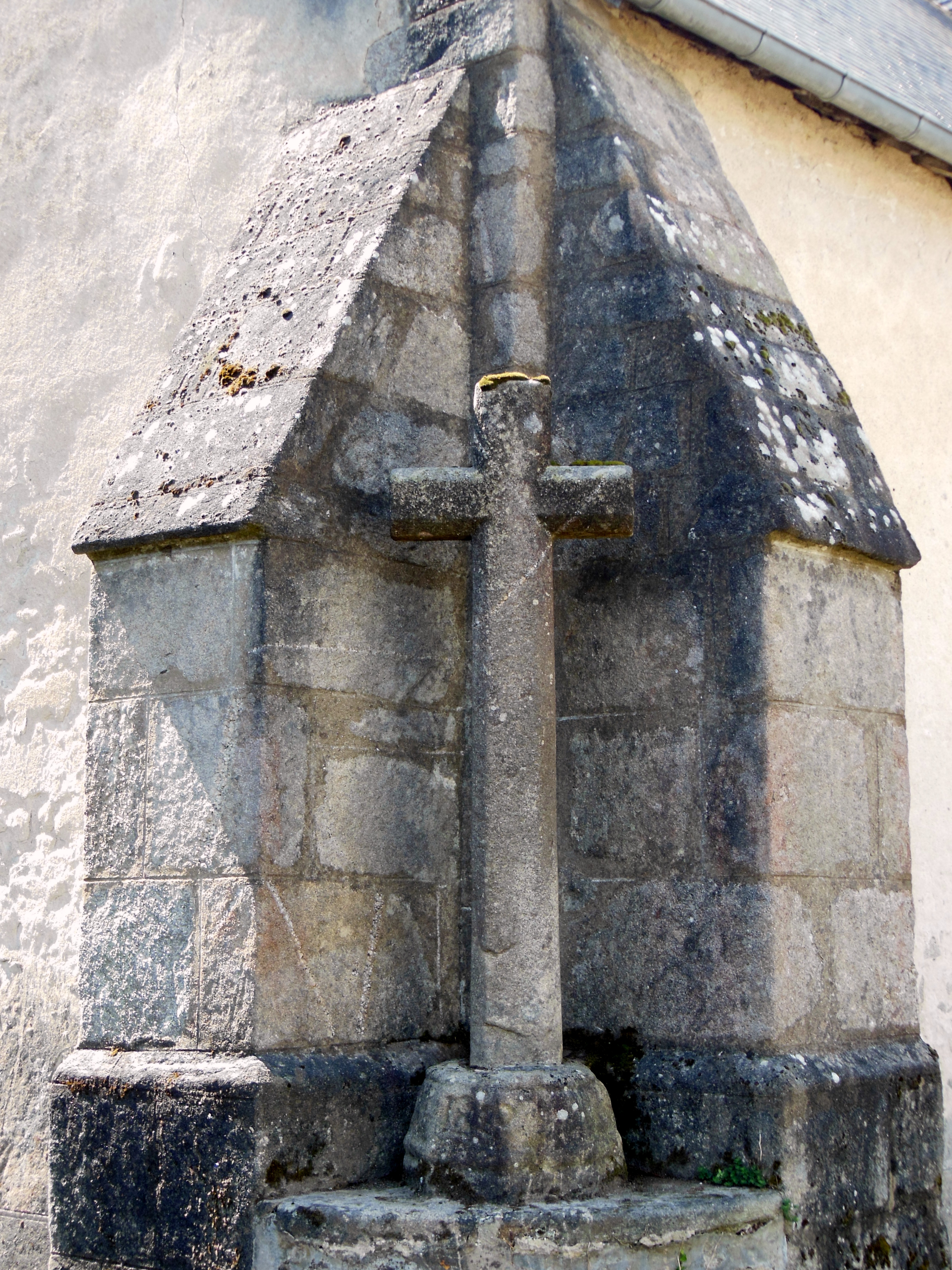
Croix en granit de 1820.
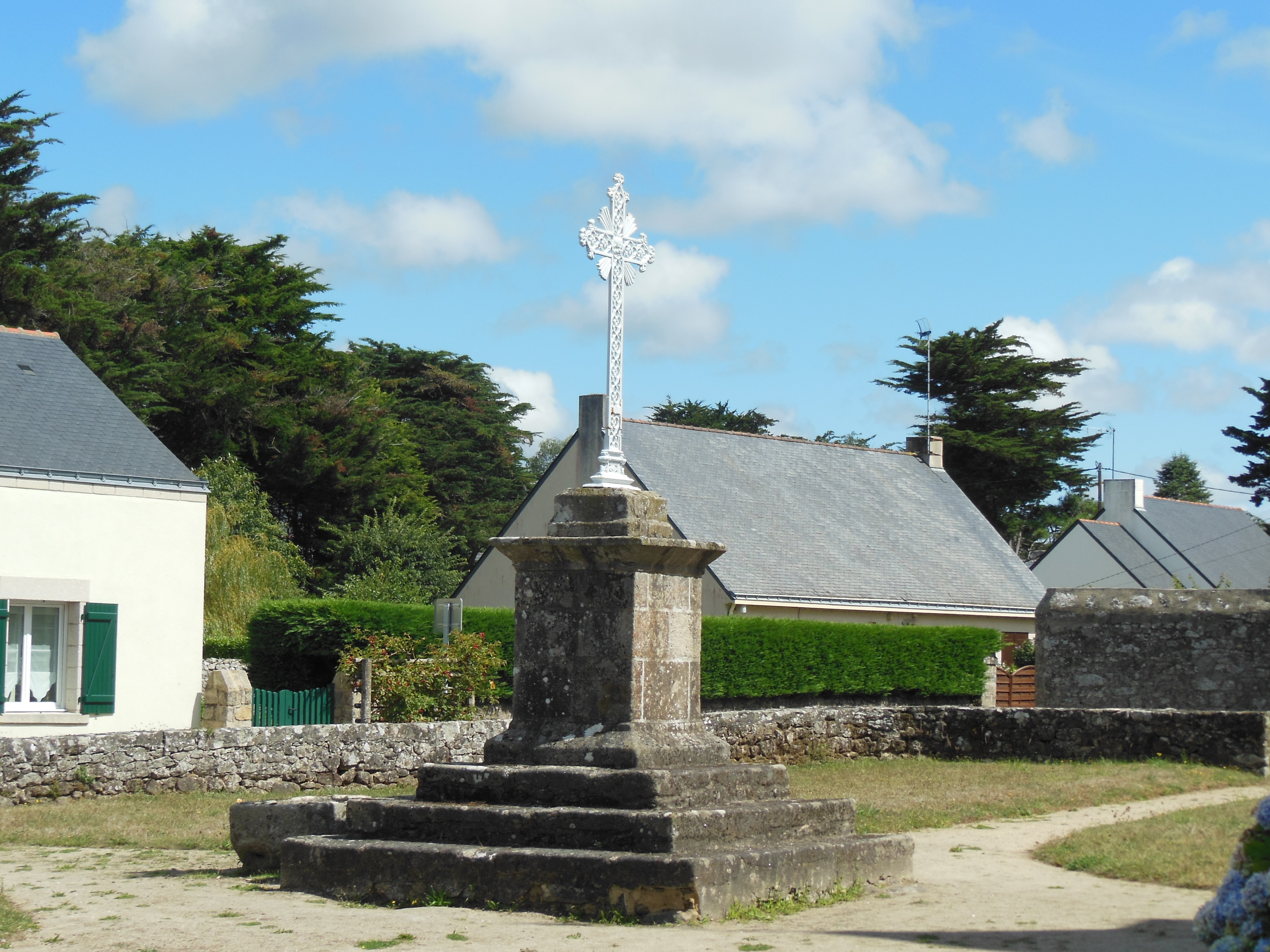
Croix en fonte de 1850.

#### Intérieur
À l'intérieur, le retable néoclassique en bois peint date de 1834 et permet de rendre l'église au culte en 1836. Les peintures sur toiles représentent la Vierge à l'Enfant à gauche, sainte Catherine au centre et saint Pierre à droite. La peinture représentant la Vierge à l'Enfant est offerte par les jeunes filles de Clis en 1834, celle représentant saint Pierre, par les jeunes gens de Clis la même année, comme l'atteste la mention figurant au bas des deux toiles respectives. Le tabernacle et les gradins en bois sont du XVIIIe siècle, le grand Christ en croix surmontant l'ensemble date du XVe siècle. Cet ensemble est inscrit à l'inventaire supplémentaire des Monuments historiques.

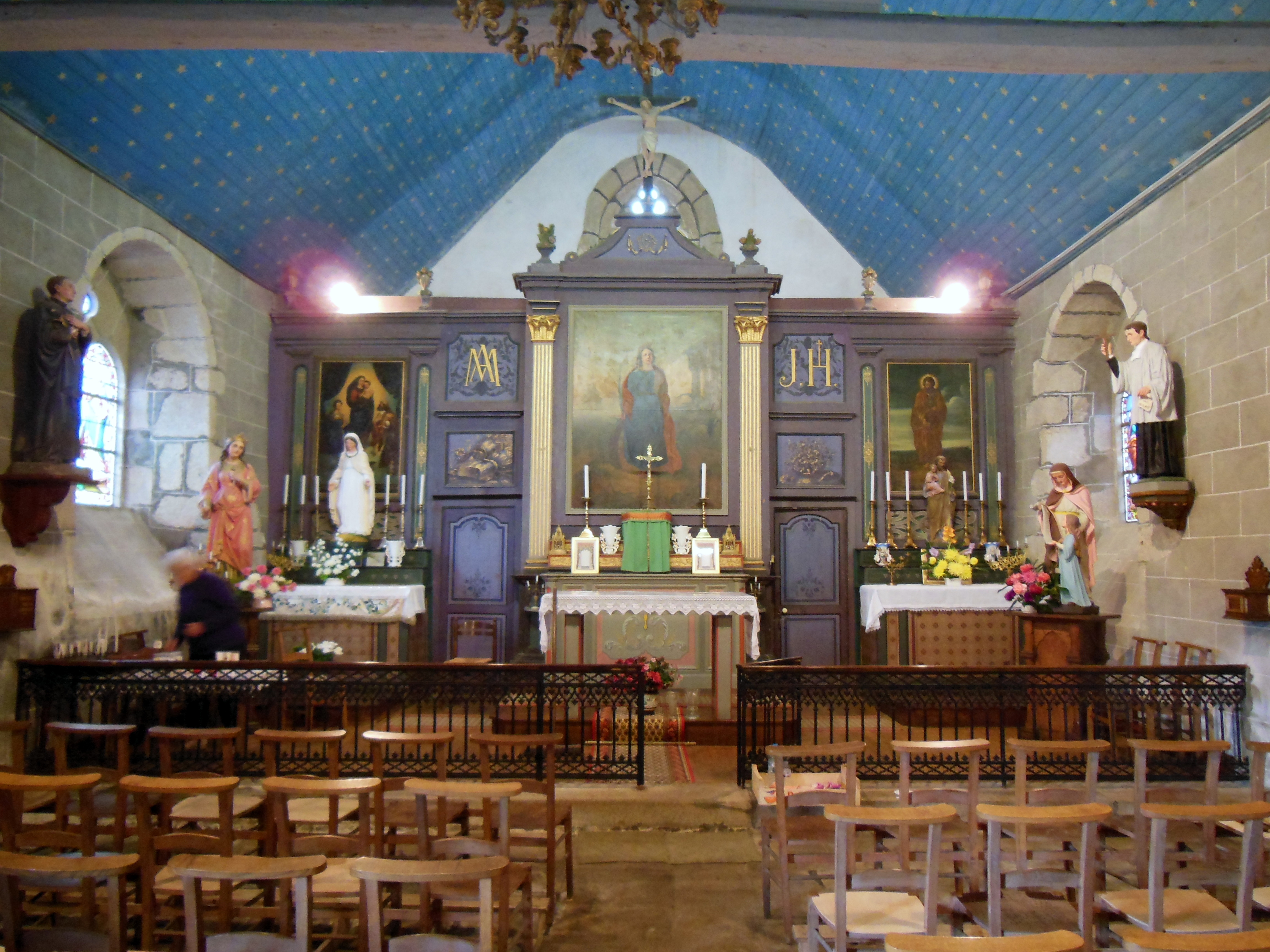
Retable, vue générale.
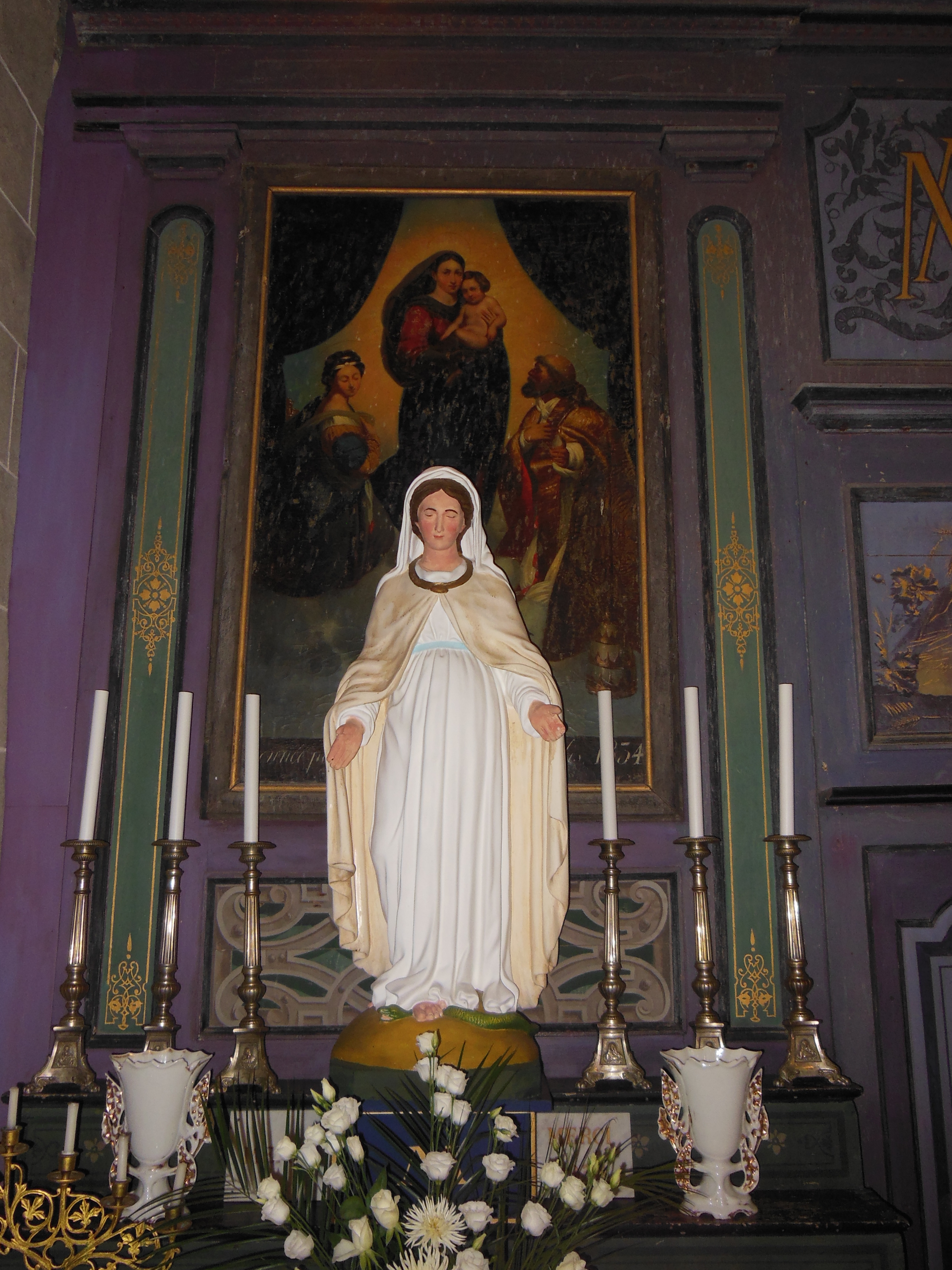
Retable, partie gauche, peinture de la Vierge à l'Enfant.
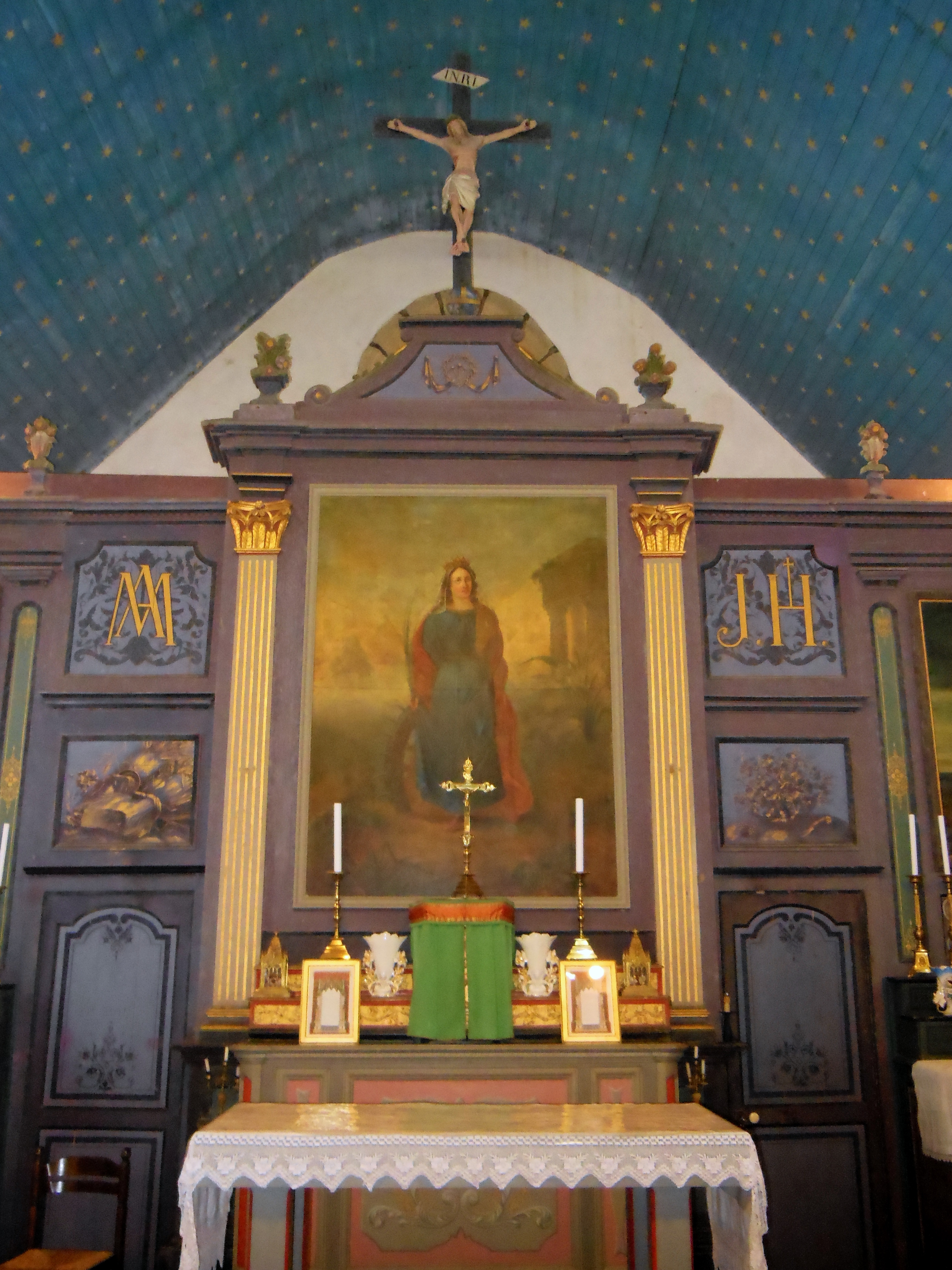
Retable, partie centrale, peinture de sainte Catherine, tabernacle et Christ en Croix.
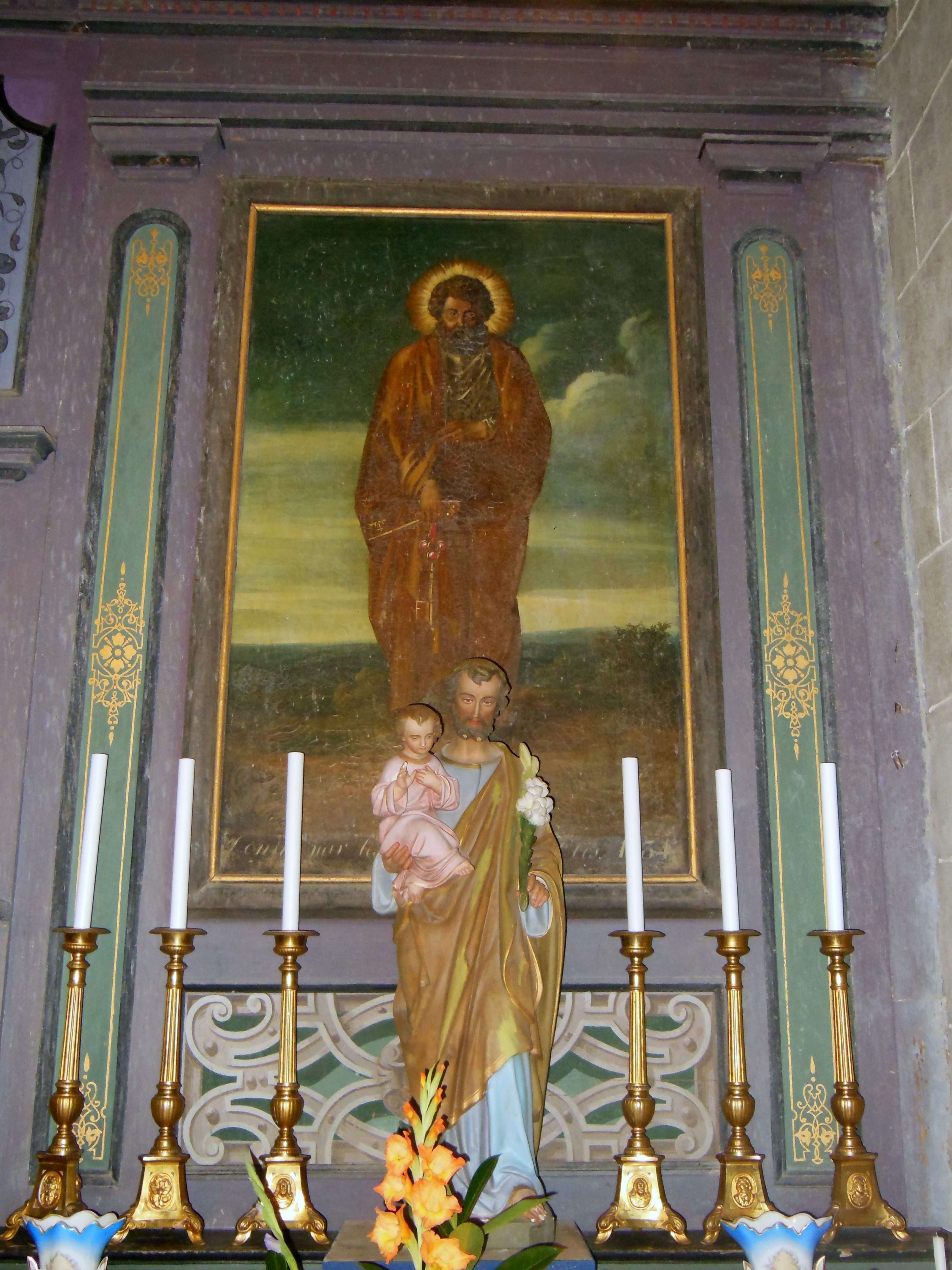
Retable, partie droite, peinture de saint Pierre.
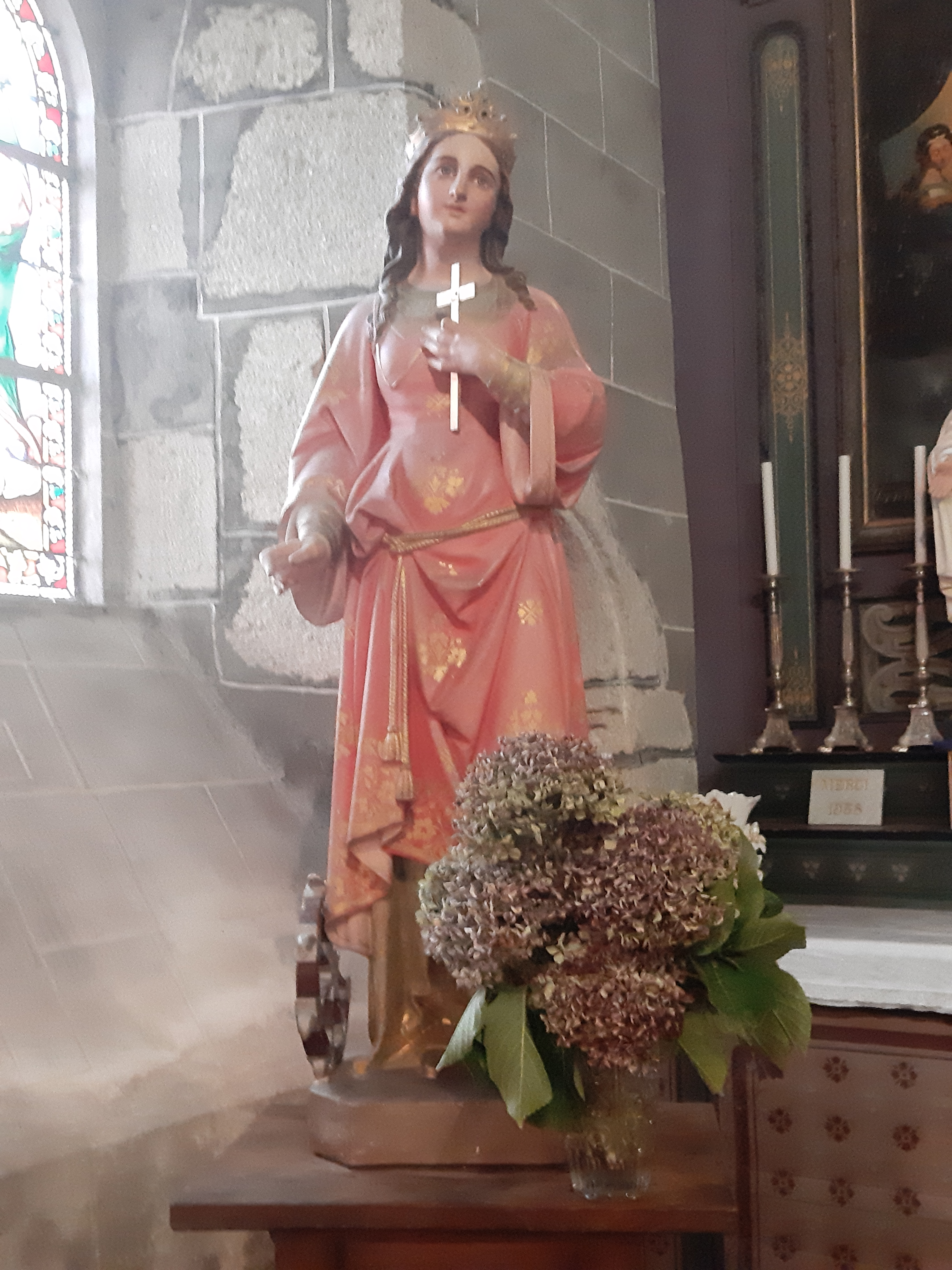
Statue de Sainte Catherine Alexandrie avec la roue

De part et d'autre du chœur, les deux fenêtres latérales sont ornées de vitraux financés par les habitants en 1888 et représentant un pêcheur et une paludière, recevant respectivement la bénédiction de saint Jacques en habit de pèlerin de Saint-Jacques-de-Compostelle et de sainte Catherine. La nef est couverte d'une voûte en berceau lambrissé peinte d'un ciel étoilé. Les poutres transversales sont moulurées.

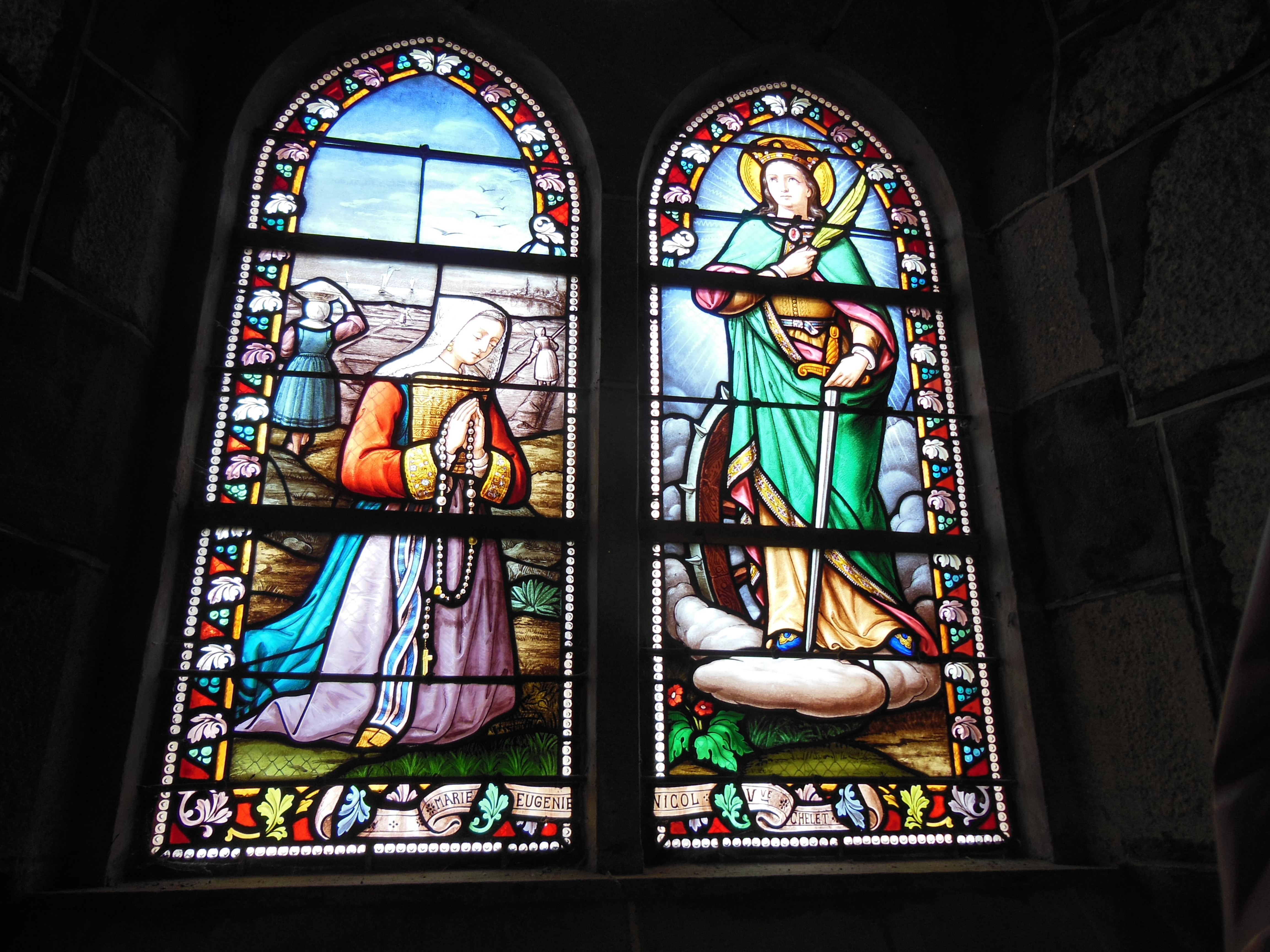
Vitrail représentant une paludière agenouillée devant sainte Catherine.
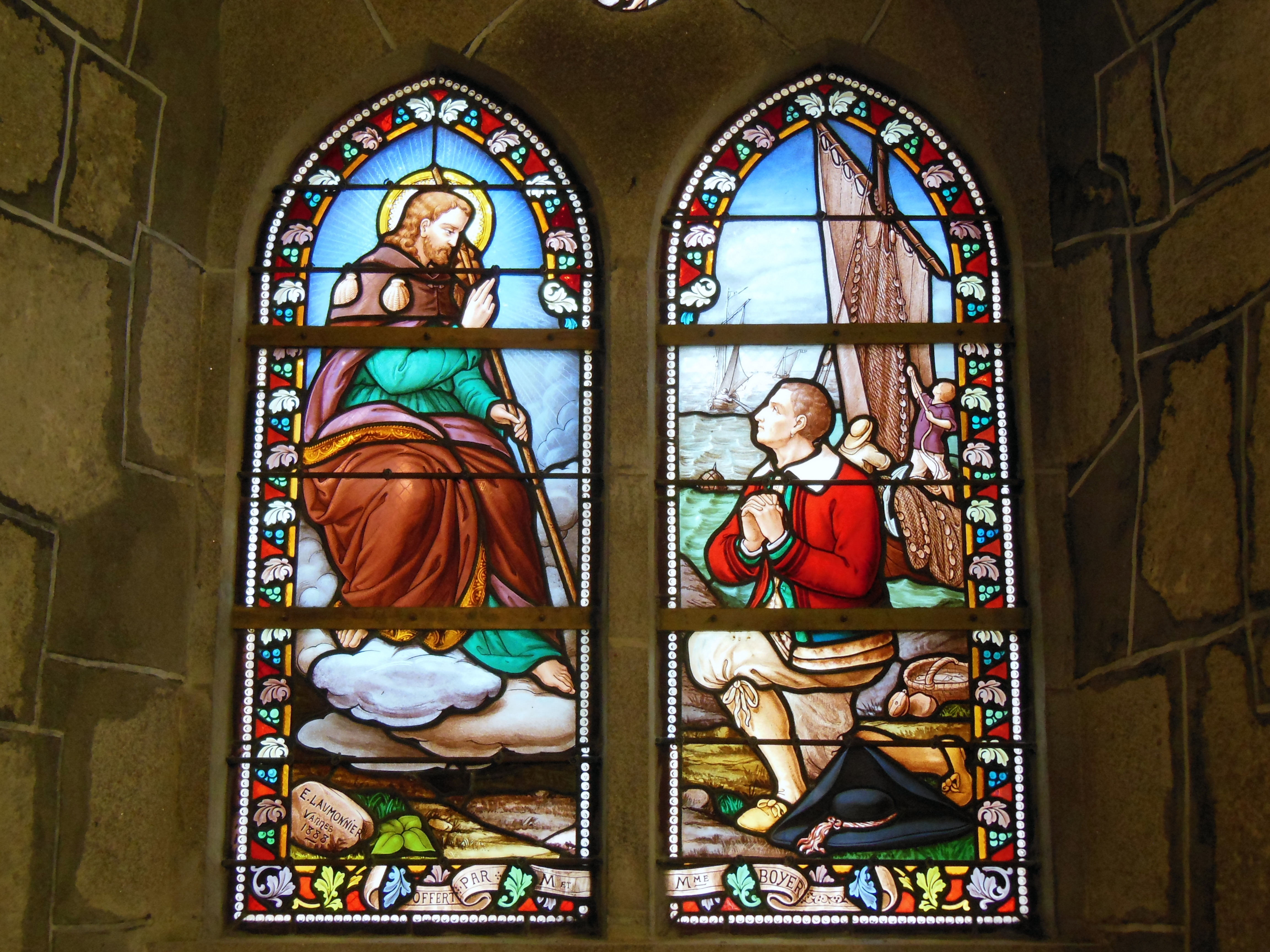
Vitrail représentant un pêcheur agenouillé devant saint Jacques.
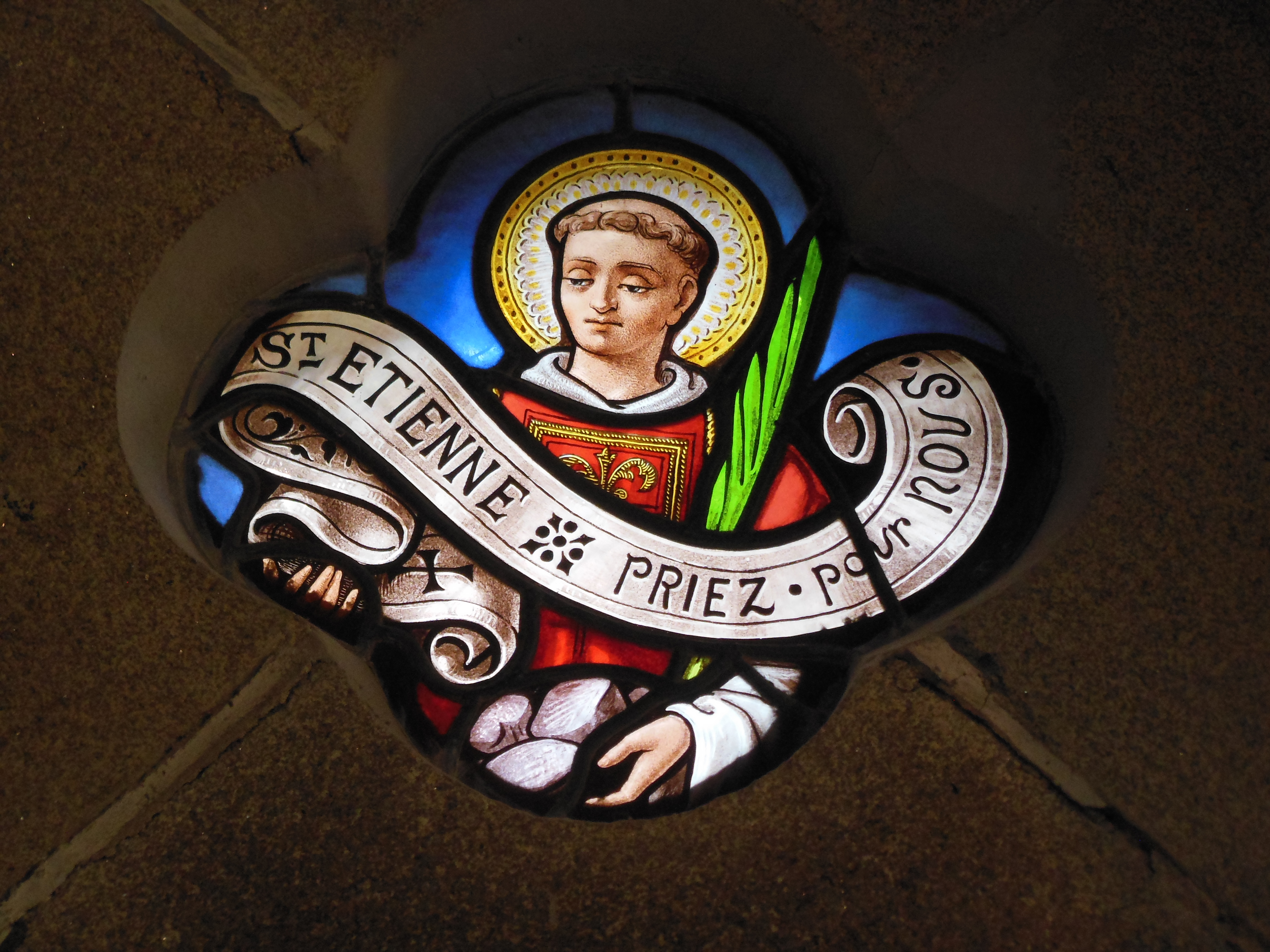
Vitrail représentant saint Étienne.
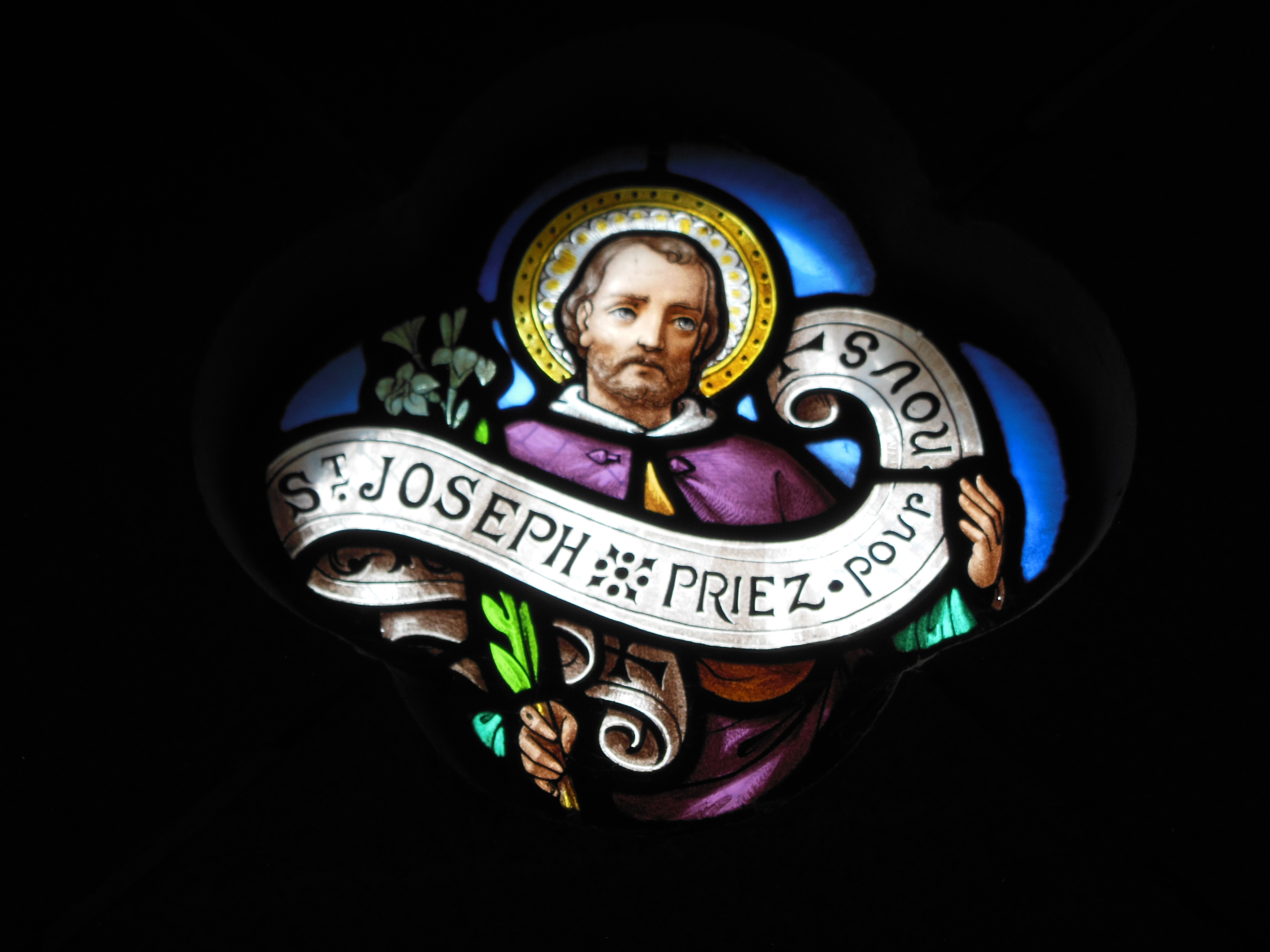
Vitrail représentant saint Joseph.